# Look Who's Laughing Now
Look Who's Laughing Now är en låt med artisten Benjamin Ingrosso som skrivit den tillsammans med Jessica Agombar och David Stewart. Låten släpptes 14 juni 2024 och blev etta på Spotify Swedens topp 50-lista.
Ingrosso säger själv om låten:
”Look who’s laughing now är en hyllning till autenticitet och att leva livet till fullo, trots andras åsikter. Det är en passning till de som tvivlade på oss att vi kan vara oss själva, leva våra bästa liv och ändå komma ut som vinnare. Det är en låt om att omfamna våra brister och visa världen att äkthet alltid segrar”

## Bakgrund
Ingrosso hade denna som öppningslåt på sin Europa-turné "Better Days Tour" och även på sin Sverigeturné som hade samma namn. Låten fick spridning via sociala medier, främst Tiktok och Instagram. Låten fick stor uppmärksamhet när Ingrosso framförde denna i ett medley som en av mellanakterna i Eurovision Song Contest. Senare efter mycket teasing på sociala medier med korta bitar ur låten gick Ingrosso ut med att låten skulle upp i 2000 klipp på Tiktok för att sen släppas. 6 juni kom låten upp i 2000 tiktoks varpå Benjamins manager Timothy Collins efter samtal med Ingrossos skivbolag Universal Music Group fick låten att släppas den 14 juni istället för det datum som var tänkt från början.

## Låthistoria
I dokumentären This is Benjamin Ingrosso på streamingtjänsten Max kan man se delar ur låtens skapande. Att Ingrosso tänker sig något i stil med ABBA, Freddie Mercury, teater och musikal. Det som han vuxit upp med.